# Comedy Central Włochy
Comedy Central Włochy – włoski komediowy kanał telewizyjny. Stacja wystartowała 1 maja 2007 roku. Kanał można oglądać na platformie cyfrowej SKY Italia na kanale 117. Jest telewizją nadającą komedie z USA, Wielkiej Brytanii i Włoch.

## Programy

### Show
- Bastardi
- Second Italy
- Neurovisione
- Amici miei
- The Daily Show
- Very Victoria
- The Ben Stiller Show
- Markette
- Crozza Italia (od La7)
- Queer Eye For the Straight Guy (Porady różowej brygady)
- Viva la Bam
- Comicittà: La settimana
- Sarah Silverman

### Kreskówki
- Drawn Together
- South Park
- Odd Job Jack
- The Boondocks
- Beavis i Butt-head
- Comedy Illustrated (ILL-ustrated)
- Fuori di Zukka (Free For All)
- Interviste mai Viste (Creature Comforts)

### Sit-com
- Porno: Un Affare di Famiglia (Bogaci bankruci)
- Le Regole dell'Amore
- Medici Senza Speranza (Po dyżurze)
- Alex
- The Comeback
- Frasier
- Miłość z o.o.
- So NoTORIous
- Normal, Ohio
- Tutti Amano Raymond (Wszyscy kochają Raymonda)
- Almost Perfect
- Becker
- Diabli nadali

### Seriale
- Sex & The City
- Reno 911
- Related
- Ti Presento i Robinson
- Stella
- Last Man Standing
- Dentro la TV
- I Commedianti (Slings and Arrows)
- Everybody Hates Chris
- The War at Home